# Лабош, Владислав
Владислав Лабош (русин. Владислав Лабош; 16 ноября 1855, Врлика, Далмация, Австрийская империя (ныне Хорватия) — 15 сентября 1924, село Руски-Крстур, Воеводина (ныне Сербия)) — русинский церковный и общественный деятель, переводчик.

## Биография
Родился в семье церковного и общественного деятеля, поэта Андрея Лабоша.
Окончил классическую гимназию в Загребе, до 1878 года изучал богословие в Вене. В студенческие года заинтересовался украинской литературой, занимался её переводами на хорватский язык. Опубликовал несколько произведений из «Народных рассказов» Марко Вовчок: «Ледащиця» и «Данило Гурч» («Vienac», Загреб, 1877),  «Свекруха» и «Чумак» (там же, 1878).
Был рукоположён в сан священника. В 1879-1880 годах служил капелланом в с. Русский Керестур, в 1881-1882 годах — приходским священником в с. Каши и Сошице (ныне община Жумберак, Хорватия), в 1882-1885 годах был ректором Загребской русинской грекокатолической семинарии.
С 1885 года — администратор прихода в Врбасе; с 1887 года — настоятель в с. Крича в Далмации и далматинский викарий.
Во время пребывания в Далмации стал одним из деятелей, которые открыли талант будущего хорватского скульптора и архитектора И. Мештровича и организовали финансовую помощь для его учёбы в Сплите и Академии изобразительных искусств в  Вене.
В начале XX-го века потерял зрение и вернулся в с. Русский Крстур, где помогал отцу.